# Rhypholophus bifurcatus
Rhypholophus bifurcatus là một loài ruồi trong họ Limoniidae. Chúng phân bố ở miền Cổ bắc.